# Dream Police
Dream Police es el cuarto álbum de estudio de la banda estadounidense Cheap Trick, publicado en 1979. El álbum fue producido por Tom Werman. Es el trabajo discográfico comercialmente más exitoso de la agrupación, llegando a la posición No. 6 en la lista Billboard 200 y siendo certificado como disco de platino por la RIAA.

## Lista de canciones
Todas escritas por Rick Nielsen, excepto donde se indique.
1. "Dream Police" – 3:49
2. "Way of the World" (Robin Zander, Nielsen) – 3:39
3. "The House Is Rockin' (With Domestic Problems)" (Tom Petersson, Nielsen) – 5:12
4. "Gonna Raise Hell" – 9:20
5. "I'll Be with You Tonight" (Nielsen, Zander, Bun E. Carlos, Petersson) – 3:52
6. "Voices" – 4:22
7. "Writing on the Wall" – 3:26
8. "I Know What I Want" – 4:29
9. "Need Your Love" (Nielsen, Petersson) – 7:39

## Créditos
- Robin Zander – lead vocals, rhythm guitar
- Rick Nielsen – lead guitar, backing vocals
- Tom Petersson - bass guitar, backing vocals, lead vocals on "I Know What I Want"
- Bun E. Carlos – drums, percussion